# Cita a ciegas
Cita a ciegas (lit. Encontro às Cegas) é uma telenovela mexicana produzida por Pedro Ortiz de Pinedo para Televisa e exibida pelo Las Estrellas de 29 de julho de 2019 a 1 de novembro de 2019, substituindo Juntos, el corazón nunca se equivoca e sendo substituída por Soltero con hijas . É um remake da telenovela argentina Ciega a citas.
É protagonizada por Victoria Ruffo, Arturo Peniche, Sofía Garza, Gonzalo Peña e Omar Fierro e antagonizada por Sara Corrales e Adrián Di Monte e com actuações estelares de Oka Giner, Begoña Narváez, Anahi Allué, Itahisa Machado e José Manuel Lechuga e com os primeiros atores Luz María Jerez, Susana Alexander, Édgar Vivar e Juan Ferrara.

## Sinopse
Lucía é uma vlogger cuja vida depende da opinião das pessoas, especialmente de sua mãe, Maura, que a vigia o dia todo. Quando a irmã de Lucía anuncia seu noivado, sua mãe começa a se preocupar com a aparência e estabilidade emocional de Lucía, apostando que ela comparecerá ao casamento sozinha, vestida de preto e mais pesada do que nunca. Lucía terá 258 dias para perder peso, mudar sua imagem e encontrar um namorado. A aposta com a mãe se torna viral e, ao longo da história, Lucía contará o que acontece em cada encontro às cegas.

## Elenco
- Victoria Ruffo - Maura Fuentes de Salazar / de González
- Arturo Peniche - Federico Salazar
- Sofía Garza - Lucía González Fuentes
- Gonzalo Peña - Marcelo Herrera Toscano
- Omar Fierro - Ángel "Angelito" González Robledo
- Sara Corrales - Ingrid Ortega
- Adrián Di Monte - Roberto "Bobby" Silva Esquivel
- Oka Giner - Marina Salazar Fuentes
- Begoña Narváez - Berenice "Bere" Díaz
- Luz María Jerez - Lorena
- Anahi Allué - Alondra
- Itahisa Machado - Telma
- José Manuel Lechuga - Eduardo "Lalo" Urrutia
- Susana Alexander - Esther
- Édgar Vivar - Don Homero
- Juan Ferrara - Don Eduardo
- Magali Boyselle - Amalia
- Luis Rodríguez - el Wero
- Carlos Hays - Espárrago
- Patricio José - Julián
- Abril Michelle - Mili
- Aidan Vallejo - Aitor
- María José Mariscal - Laura
- Lara Campos - Natalia "Nataly"
- Gema Garoa - Cristina Valencia
- Rosie Pellizzer - Daniela Moreno
- Amara Villafuerte - Dra. Rosales
- Francisco Pizaña - Jorge Frutos
- Alicia Paola - Dora
- Denisha - Yolis
- Martín Navarrete - Aurelio
- Francisco Calvillo - Teo
- Fiona - Bárbara
- Sergio Kleiner - Clemente

## Exibição
A trama estreou em 29 de julho de 2019, sucedendo a minissérie Juntos el corazón nunca se equivoca, às 20h30. Mas, a partir de 26 de agosto de 2019, foi transferida para às 14h30, vaga até então ocupada por Amores verdaderos, devido a baixa audiência, enquanto o seu horário original passou a ser ocupado pela série La rosa de Guadalupe, até a estreia de Soltero con hijas. Cita a Ciegas finalizou no dia 1 de novembro de 2019, e o horário das 14h30 passou a ser ocupado por uma reprise de Qué pobres tan ricos.

## Prêmios e Indicações

### Premios TVyNovelas 2020
| Categoria                   | Nomeados                           | Resultados |
| --------------------------- | ---------------------------------- | ---------- |
| Melhor atriz de telenovela  | Sofía Garza                        | Nomeada    |
| Melhor primeira atriz       | Victoria Ruffo                     | Nomeada    |
| Melhor ator co-estrelar]]   | Omar Fierro                        | Nomeado    |
| Melhor direção de câmeras]] | Daniel Ferrer e Alfonso Mendoza    | Nomeados   |
| Melhor direção de cena      | Juan Carlos Muñoz e Rodrigo Curiel | Nomeados   |
| Melhor adaptação            | Andrés Burgos                      | Nomeado    |
| Melhor tema musical         | «Así como soy» (Amelia)            | Nomeada    |
| Os favoritos do público     |                                    |            |
| A mais bela                 | Sofía Garza                        | Nomeada    |
| O melhor final              | Pedro Ortiz de Pinedo              | Nomeado    |
| Melhor elenco               | Pedro Ortiz de Pinedo              | Nomeado    |

### TV Adicto Golden Awards
| Ano  | Categoria                          | Nomeados       | Resultado |
| ---- | ---------------------------------- | -------------- | --------- |
| 2019 | Melhor lançamento estelar femenino | Sofia Garza    | Ganadora  |
| 2019 | Melhor primera atriz               | Victoria Ruffo | Ganadora  |